# Тигран III
Тигран III (вірм. Տիգրան Գ) — цар Великої Вірменії 20—8 років до н. е., син Артавазда II.

## Життєпис
Римський тріумвір Марк Антоній 34 року до н. е. підступом захопив Артавазда II й відправив його разом із синами та дружинами до Єгипту, де йому 31 року до н. е. було відтято голову. Після краху Марка Антонія та Клеопатри того ж 31 року до н. е., Тигран, його брат Арташес та інші члени його родини опинились під владою першого римського імператора Октавіана Августа. Тигран жив до 20 року до н. е. в Римі, де й здобув освіту. 20 року до н. е. був убитий цар Великої Вірменії Арташес II, старший брат Тиграна. Імператор Август призначив царем Великої Вірменії Тиграна. У першій половині свого правління він правив як римлянин, але потім повернувся до традиційної політики вірменських царів відносно до Риму, знову ставши його противником. Це видно хоча б за тим, що він відростив бороду наприкінці свого правління, за зразком східних правителів. Тигран передав свій трон сину, Тиграну IV, який продовжив антиримську політику свого батька.